# Fehérvölgy
Fehérvölgy (románul: Albac) falu Romániában, Fehér megyében, Fehérvölgy község központja.

## Fekvése
A község a megye északnyugati részén helyezkedik el, az Albac patak és az Aranyos folyó összefolyásánál. A legközelebbi város, Topánfalva, 19 kilométerre van. Közúton a Torda felől a DN 75-ös úton, Bánffyhunyad irányából a DJ 108-as úton közelíthető meg.

## Története
A patak mentén arra utaló nyomokat találtak, hogy a településen már a római korban aranymosással foglalkoztak. 
Nevét 1733-ban Reul Mare néven említették először.
1854-ben Albak (Nagy-Aranyas), 1913-ban Fehérvölgy néven említették.
1849-ben a község lakói ölték meg Vasvári Pált, Nicolae Corches néptribun vezetésével.
1910-ben 6519 lakosából 16 magyar, 6473 román volt. Ebből 6494 görögkeleti ortodox volt.
A trianoni békeszerződés előtt Torda-Aranyos vármegye Topánfalvi járásához tartozott.

## Népessége
1850-ben a lakosság 3547 fő volt, amelyből 3540 román. Több falu kiválása után a lakossága 2002-ben 509 fő volt, amelyből 472 román és 37 cigány.

## Híres emberek
- A közeli Arada településen született a Horea néven ismert Nicola Ursu, az 1784-es parasztfelkelés vezetője.